# Lamia (mitologia słowiańska)
Lamia (bułg. ламя, łamja) – demon słowiański z mitologii bułgarskiej, pochodzący od węża, któremu odcięto głowę i zatknięto ją na róg wołu (po 40 dniach głowa i róg zrastały się i tak powstawała lamia).
Najczęściej opisywano ją jako stwora przypominającego węża, który miał dwie lub więcej głów i skrzydła. Według tradycyjnych przekazów żyła w pieczarach i dołach w ziemi, albo w pobliżu źródła lub rzeki. W twórczości ludowej lamia była ukazywana także pod postacią ciemnej mgły bądź silnego, niszczącego wiatru.
Jej najbardziej typową cechą była żarłoczność i pragnienie picia krwi. Spotykano legendy, w których wstrzymywała wody, powodując tym susze, i pozwalała im płynąć dopiero wtedy, gdy otrzymała ofiarę z człowieka. Po zabiciu lamii wypływały z niej trzy rzeki – pełne żyta, wina, miodu, oliwy, mleka. Lamia była antagonistką zmeja. Zmej i lamia byli w nieustającej wojnie – zmej bronił urodzaju, a lamia chciała go unicestwić.
Szeroko rozpowszechniona była także legenda o świętym Georgim, który zabija lamię (w polskiej wersji – święty Jerzy zabijający smoka). Po tym jak święty Georgi zabił ją swoją kopią, lamia przepadła i za to zaczęto czcić tego świętego. Wiara w lamię zanikła dość wcześnie, o czym świadczą przekazy z końca XIX wieku.